# A Winter Straw Ride
A Winter Straw Ride je americký němý film z roku 1906. Režiséry jsou Edwin S. Porter (1870–1941) a Wallace McCutcheon (1858/1862–1918). Film trvá zhruba 7 minut.

## Děj
Film zachycuje velkou skupinu chlapců a dívek, jak si užívá jízdu na saních, koulování se a dovádění ve sněhu.